# Syllepte segnalis
Syllepte segnalis là một loài bướm đêm trong họ Crambidae.